# Tafone

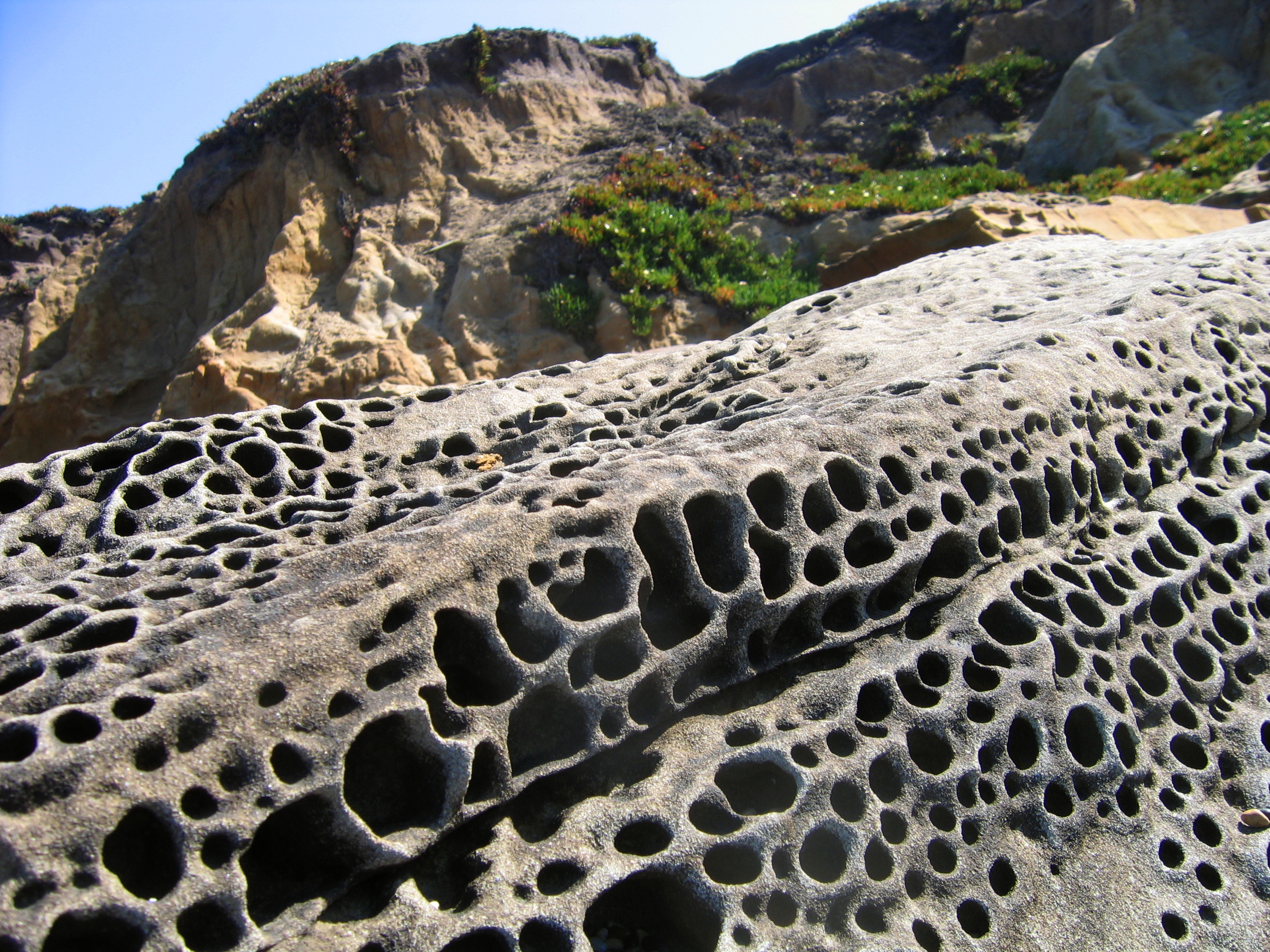
Ausgeprägte Tafoni an der kalifornischen Küste bei San Mateo

Als Tafone (Plural Tafoni; aus dem Korsischen, vgl. pietra tafunata „durchlöcherter Stein“) wird eine Verwitterungsform in mittel- bis grobkörnigen Gesteinen bezeichnet, deren „Bröckelhöhlen“-Strukturen entfernt an Bienenwaben erinnern. Bei der Tafonierung bilden sich durch chemische Verwitterung von innen nach außen („Kernverwitterung“) kugel- bis nierenförmige Hohlräume mit einem Durchmesser von wenigen Zentimetern bis zu einem halben Meter und mehr. Manchmal bleiben Verwitterungsrinden erhalten und bilden Überhänge. 

## Vorkommen

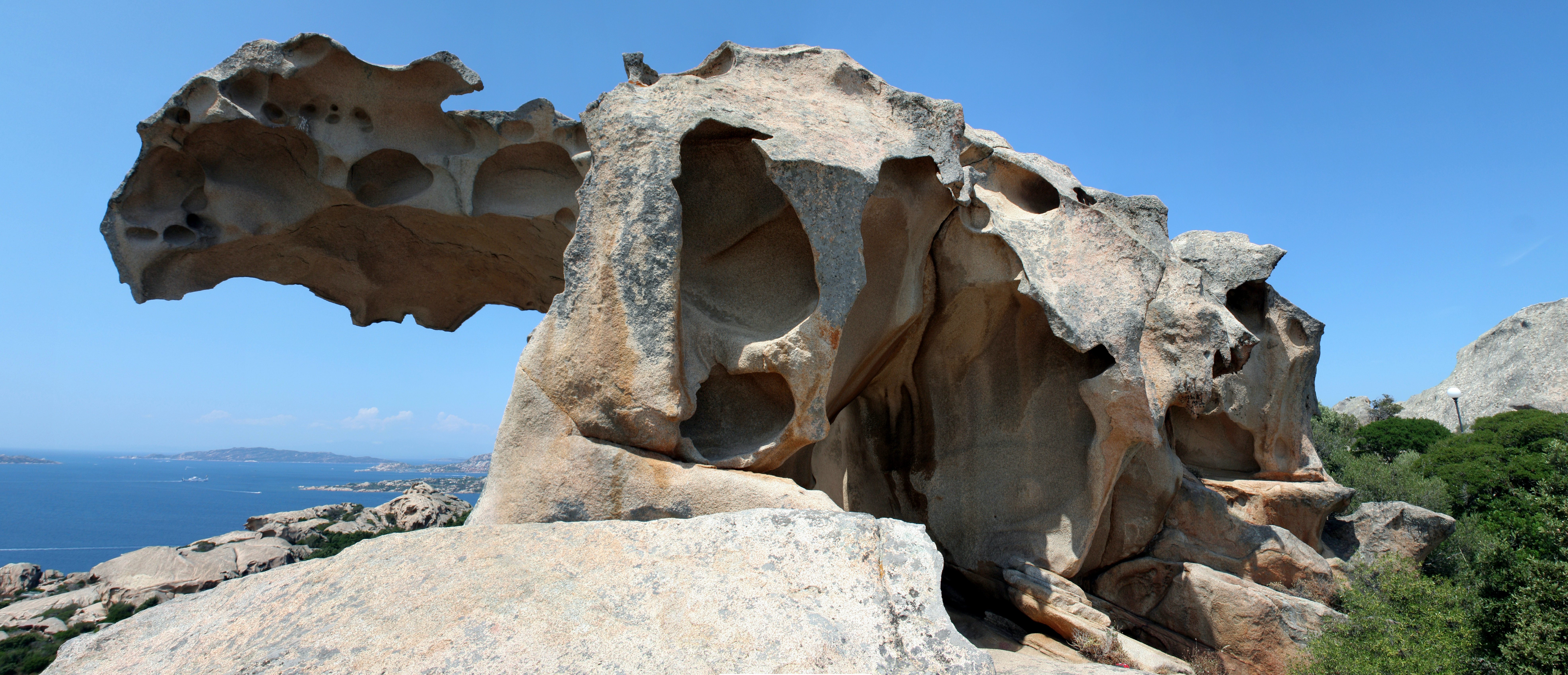
Das Capo d’Orso ist ein berühmter Tafoni-Felsen an der Nordostküste Sardiniens

Tafoni gibt es weltweit an verschiedenen Gesteinsarten – vor allem Sandstein, Grauwacke, Granit, Granodiorit und Gneis, aber auch Kalkstein, Lava und Tuff – sowie in verschiedenen Klimaten, jedoch überwiegend in Küstennähe der gemäßigten Klimate und in kalten wie heißen Trockenwüstengebieten.
In Europa sind Tafoni vor allem im Mittelmeerraum zu finden, u. a. auf Elba, Ischia, Sardinien (am Capo Testa), Korsika (im Restonica-Tal und rund um den Bavella-Pass) sowie auf Sizilien. Die Aushöhlungen der korsischen Tafoni (u. a. in der Calanche von Piana) sind meist kugel- oder ellipsenförmig.
Außerhalb des Mittelmeerraums gibt es in Europa Vorkommen dieser Verwitterungsform etwa an den Externsteinen im Teutoburger Wald, in der Südpfalz oder bei Fels in Luxemburg.

## Entstehung

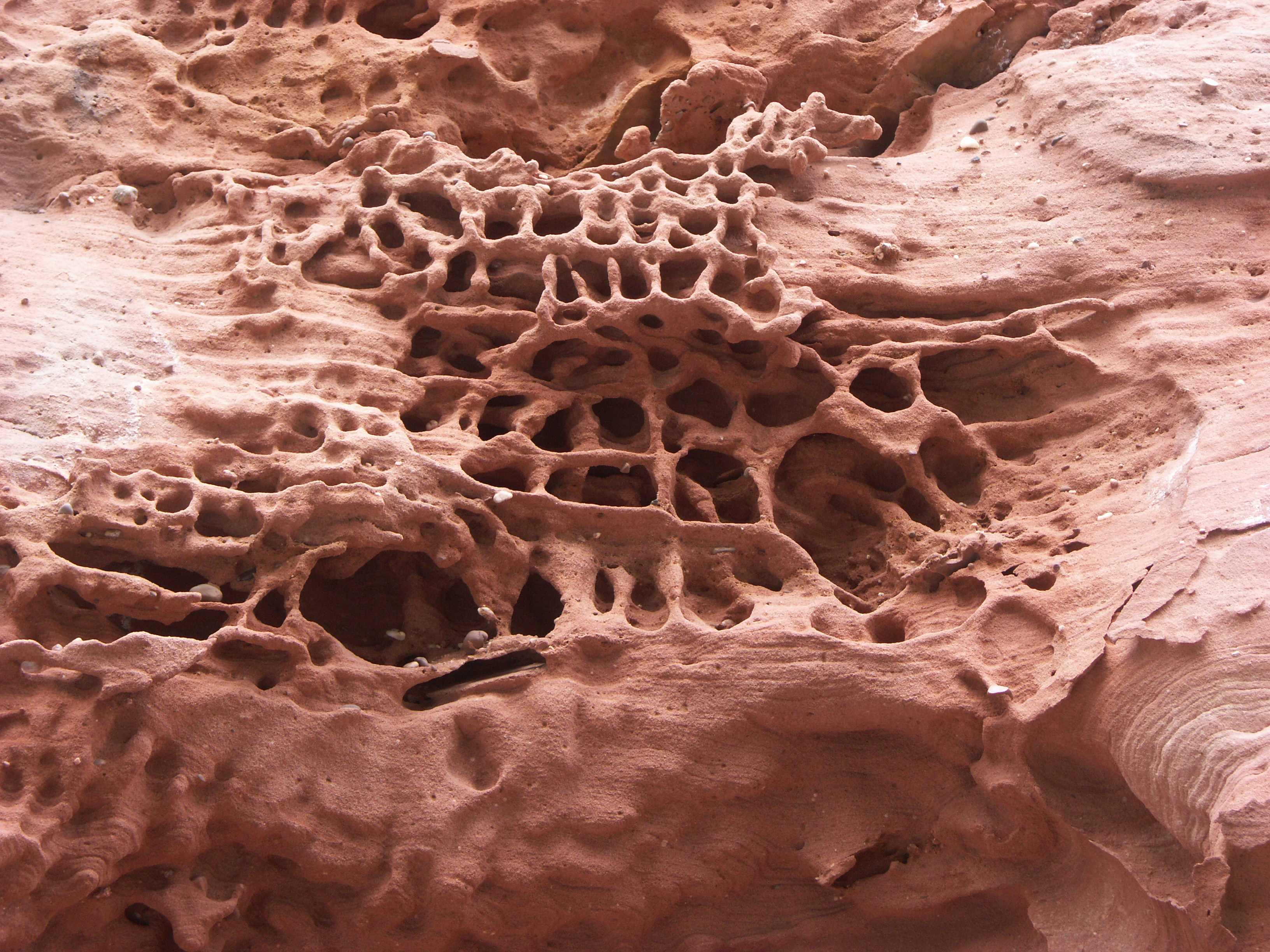
Wabenförmige Tafoni in Buntsandstein-Felsen in der Südpfalz

Tafoni gehören zu den geomorphologischen Zwergformen im Nanorelief (Erstreckung: 10 cm, Fläche: 100 cm²). Ihre genaue Entstehungsweise ist umstritten, steht aber wohl im Zusammenhang mit Bergfeuchteunterschieden im Gestein: Sickerwasser im Gestein verdunstet und setzt seine Lösungsfracht an der Oberfläche ab; nach und nach zersetzt sich der Stein von innen und es bilden sich die kleinen rundlichen Hohlräume. Mechanismen der Salzverwitterung können ebenfalls zur Tafoni-Entstehung beitragen.
Ähnlichkeiten bestehen zur bloß netzartigen „Steingitter-“ oder „Wabenverwitterung“.

## Nutzung
Gegen Ende des Neolithikums trat auf Korsika die Kultur der Tafoni-Gräber auf. Es waren verschlossene Begräbnisstätten in kleinsten Naturhöhlen, die man bisher an drei Stellen auf der Insel im Sartenais und bei Porto-Vecchio entdeckt hat. Grabbeigaben waren Tongefäße mit Fuß und verzierten Henkeln.
Oriu (Plural Orii) sind Gebäude, die auf Korsika unter einem Abri oder in Tafonis errichtet wurden.
Kletterern bieten die Tafoni eine außergewöhnlich griffige Felsformation, die jedoch recht fragil ist und somit viel Erfahrung und Vorsicht erfordert. 

## Einzelnachweise

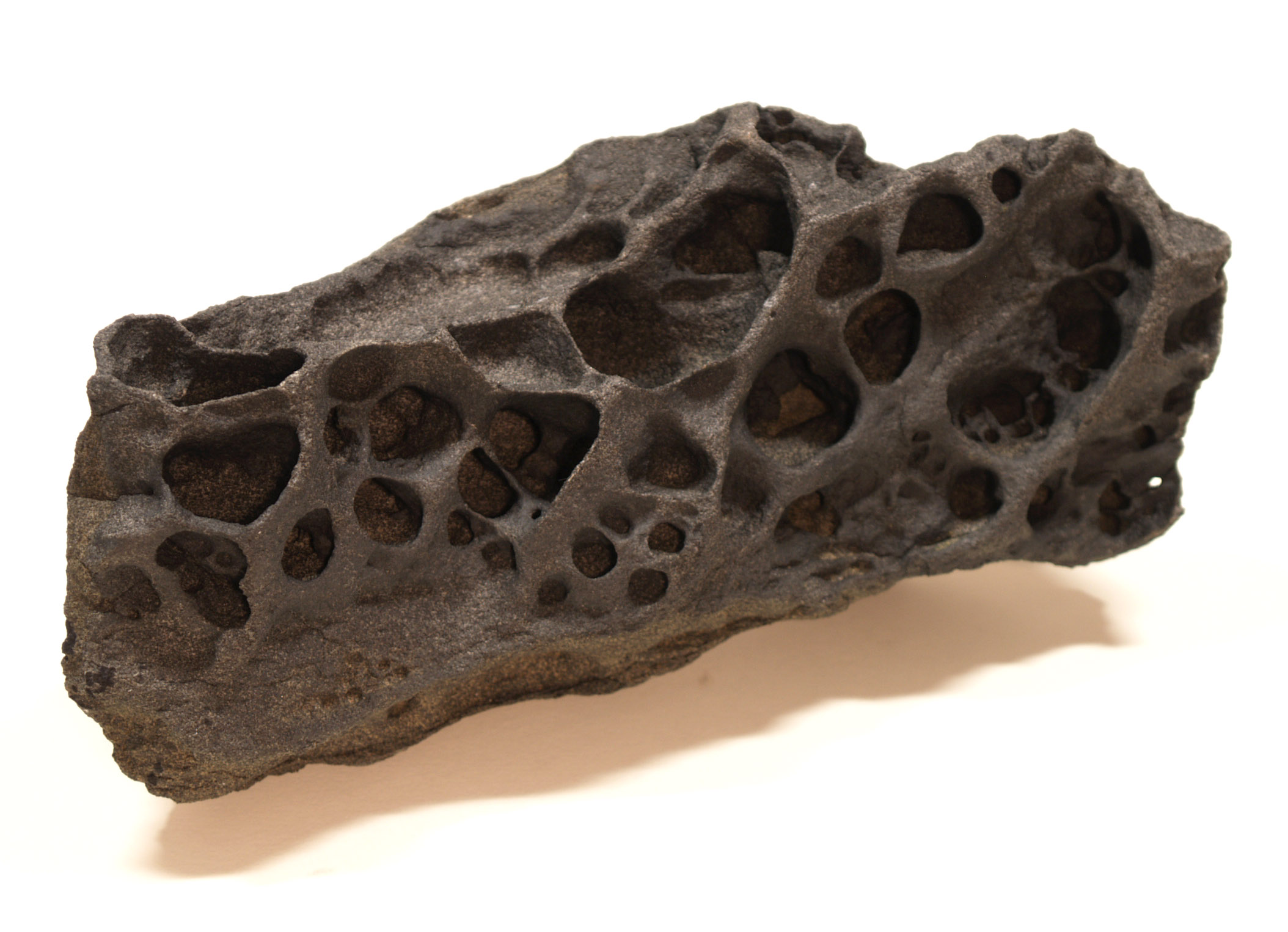
Tafoni